# Skriet (film)
Skriet (italienska: Il Grido) är en italiensk dramafilm från 1957 i regi av Michelangelo Antonioni.

## Utmärkelser
Skriet vann Guldleoparden vid Internationella filmfestivalen i Locarno 1957.

## Rollista i urval
- Steve Cochran - Aldo
- Alida Valli - Irma
- Dorian Gray - Virginia
- Lynn Shaw - Andreina
- Betsy Blair - Elvia
- Gabriella Pallotta - Edera
- Mirna Girardi - Rosina
- Guerrino Campanili - Virginias far